# Capo Kerry
Capo Kerry è un capo situato nella contea di Kerry, Irlanda, che si estende nell'Atlantico appena a nord di Banna Strand. Sul lato sud della punta si trova il villaggio di Ballyheigue.
Capo Kerry separa l'estuario dello Shannon, a nord, dalla baia di Tralee, a sud. Guardando verso l'oceano dal capo si possono avvistare dei delfini.
Il Kerry Head funge anche da confine dello Shannon Foynes Port, il porto della foce dello Shannon.